# Храм Всех Святых (Торопец)
Храм Всех Святых — приходской храм Ржевской епархии Русской православной церкви, расположенный в городе Торопце Тверской области. Является единственным храмом Торопца, который не закрывался в советское время. 

## Расположение
Храм находится на возвышенности на восточной окраине города. Расположен по адресу Рощинская улица, 47. Рядом находится Всехсвятское кладбище. 

## История

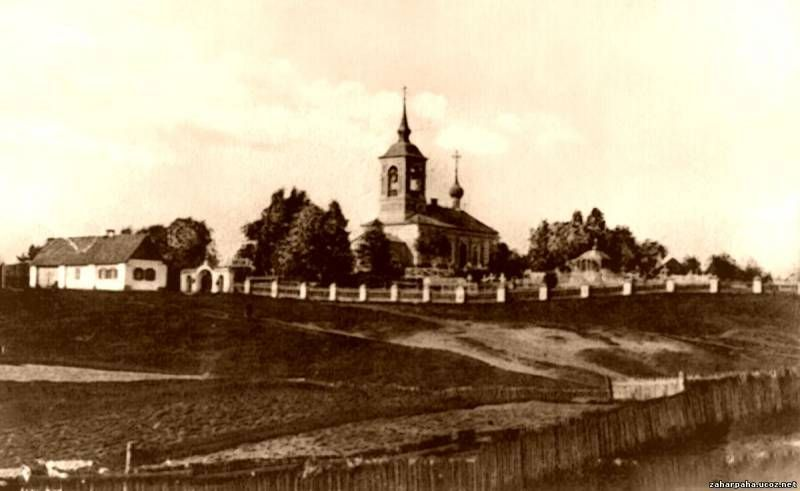
Фотография 1910 года

Однопрестольный храм был построен в 1794 году на средства жителей города. С 1892 года был приписан к храму Рождества Пресвятой Богородицы. В храме находится местнопочитаемый список Корсунской иконы Божией Матери.
Храм Всех Святых был построен как кладбищенский. Слева от него хоронили лютеран и католиков (в Торопце проживало значительное число эстонцев); справа от храма хоронили православных; и за храмом — евреев, которых в городе было большое количество.
Известные люди, похороненные в ограде храма: купцы Абакановы, протоиерей Леонид Просовецкий, статский советник Карпов.
При храме была построена деревянная сторожка, кладбище было обнесено решетчатою оградою с каменными столбами. Ограда была переделана на средства церковного старосты, купца Иоанна Туханова.
С 1962 года храм оставался единственным действующим не только в Торопецком районе, но и в пяти ближайших районах: Западнодвинском, Андреапольском, Нелидовском, Жарковском и Бельском.
С 1985 по 1997 год настоятелем храма был протоиерей Роман Гаврышкив. В настоящее время настоятелем является его сын — Сергий Гаврышкив.

## Архитектура
Кирпичное здание. Храм представляет собой одноглавую постройку в стиле классицизма. Невысокая колокольня поднимается над храмом.
Храм является памятником архитектуры регионального значения. 

## Приписанные к храму объекты
Церковь Рождества Богородицы
Расположен через квартал от Всехвятского храма, по адресу  ул. Ленинградская, д. 62. Богослужения в нём проводятся редко, в основном до, после и на праздник Роджества Богородицы. 
Фаддеевская надкладезная часовня
Расположена у святого источника Фадеевка. Маленькая деревянная часовня простой архитектуры была построена в 2009 году. Находится по адресу: ул. Шевченко, д. 15. 

## Кудинский крестный ход
Ежегодно 11 октября совершается 5-километровый крестный ход от храма в деревню Кудино. Ранее в Кудине находился Троицкий монастырь, основанный преподобным Харитоном Кудинским. В настоящее время от монастыря остались только развалины, на месте алтаря установлен деревянный крест. Крестный ход туда свершается с 2007 года.

## Духовенство
- Настоятель храма — протоиерей Сергий Гаврышкив[10].

## См.также
- Храмы Торопца